# Източни провинции
Източни провинции понякога се наричат териториите на Византия, разположени в Азия и Африка - Египет, Сирия, Палестина, Северна Месопотамия и Мала Азия. През 7 век всички те, с изключение на Мала Азия, са завладени от арабите. През 10-12 век Месопотамия и Северна Сирия са върнати в ромейско владение, но са изгубени окончателно след битката при Мириокефалон.
Анатолия е овладяна през 14 век от османските турци.